# 伊藤歳恭
伊藤 歳恭（いとう としやす、1953年7月29日 - ）は、日本の銀行家。三重県商工会議所連合会 会長、百五銀行頭取、津商工会議所会頭。三重県出身。

## 来歴
1976年に早稲田大学商学部を卒業し、百五銀行入行。
2005年に同行取締役、2009年に副頭取に就任。2015年に頭取に昇格。
2019年、津商工会議所会頭に就任。百五銀行から同商議所会頭が選任されるのは、24年ぶりのことである。2022年、三重県商工会議所連合会会長。